# Spear Operations Group
De Spear Operations Group (SOG) is een Amerikaanse organisatie die huurmoordenaars aanneemt en ze op missies stuurt voor cliënten. De oprichter was Abraham Golan, een Israëlisch-Hongaarse militant die in Delaware, Verenigde Staten leeft. Golan was eerder een US Navy-SEAL. Golan stuurde zijn manschappen naar Jemen om plaatselijke leiders te vermoorden. Hij deed dit in opdracht van de Verenigde Arabische Emiraten (VAE), Saoedi-Arabië, en hun partners in de proxy-oorlog tegen Iran in Jemen.
SOG heeft meerdere doelwitten gehad in Jemen, de meeste ervan belangrijke politieke figuren. De meest bekende hiervan is de operatie tegen Anssaf Ali Mayo. Mayo was een lokale politicus voor de Al-Islah-partij in Jemen. Deze partij steunt de “Muslim Brotherhood”. De Muslim Brotherhood vecht tegen de Houthi, als onderdeel van een coalitie met de VAE en Saoedi-Arabië. Mayo had niet veel te maken met de oorlog, maar was politiek wel relevant in zijn gebied. Wegens de verhoudingen tussen de diverse partijen heeft de coalitie van de VAE de SOG gestuurd om hem te vermoorden.